# 茂木貞純
茂木 貞純（もてぎ さだすみ、1951年 - ）は、日本の神道学者。國學院大學神道文化学部教授。
神道宗教学会理事、日本マナー・プロトコール協会理事、熊谷市古宮神社宮司。
専門は、神道学・神道祭祀・戦後神道史。皇位継承問題についても発言する。

## 来歴
埼玉県熊谷市生まれ。埼玉県立熊谷高等学校をへて1974年國学院大學文学部神道学科卒業。80年同大学大学院神道学専攻博士課程修了。
神社本庁に入り、教学研究部長や総務部長などを歴任する。2005年國學院大學神道文化学部に就任した。

## 著書

### 単著
- 『神道と祭りの伝統』神社新報社〈神社新報ブックス12〉、2001年。
- 『日本語と神道：日本語を遡れば神道がわかる』講談社、2003年。
- 『知識ゼロからの伊勢神宮入門』幻冬舎、2012年。
- 『日本の暮しと神社』神社新報社〈神社新報ブックス20〉、2018年。

### 共編著・監修
- 『神道と日本文化』安蘇谷正彦,椙山林継,中西正幸,岡田莊司,茂木栄共著 兵庫県神社庁編 戎光祥出版 2006
- 櫻井よしこ,大原康男共著『皇位継承の危機いまだ去らず』 国民精神研修財団 扶桑社新書 2009
- 沼部春友共編著『新神社祭式行事作法教本』戎光祥出版、2011年。
- 平井宥慶共監修『知識ゼロからのお参り入門：神棚・仏壇のお祀りの仕方』幻冬舎、2011年。
- 前田孝和共著『遷宮をめぐる歴史：六十二回の伊勢神宮式年遷宮を語る』明成社、2012年。
- 監修『図説地図とあらすじでわかる!：伊勢参りと熊野詣で』青春出版社〈青春新書INTELLIGENCE〉、2013年。
- 監修『日本人なら知っておきたい!：図解神道としきたり事典』PHP研究所、2014年。

### 分担執筆
- 阪本是丸、石井研士 編『プレステップ神道学』弘文堂、2011年5月。ISBN 9784335000799。 - 第10章「祭りの作法――神社祭式行事作法」を担当。

## 論文
- Cinii